# Chiesa di San Vittore (Sizzano)
La chiesa di San Vittore è la parrocchiale di Sizzano, in provincia e diocesi di Novara; fa parte della unità pastorale della Bassa Valsesia.

## Storia
A Sizzano esisteva una basilica già in epoca paleocristiana: di tale edificio sono visibili i resti sotto il presbiterio della moderna parrocchiale.

Tuttavia, la prima citazione della chiesa sizzanese risale all'anno 1000; essa fu poi menzionata nuovamente nel 1113 e nella bolla di papa Innocenzo II del 1232 in cui si legge che tale chiesa veniva confermata come possesso del vescovo di Novara.
Nella seconda metà del XVII secolo fu costruita la nuova parrocchiale a tre navate e nello stesso periodo il campanile tardomedievale venne dotato della celle campanaria neoclassica.

## Descrizione

### Facciata
La facciata della chiesa è a salienti ed è suddivisa da una cornice marcapiano in due registri; quello inferiore è tripartito da quattro lesene e presenta i tre portali d'ingresso, mentre quello superiore, più stretto, è caratterizzato da due lesene angolari e da una finestra centrale e ai suoi lati sono presenti due archi di raccordo con il piano inferiore. A coronare il tutto è il timpano di forma triangolare sopra il quale sono visibli dei pinnacoli.

### Interno
L'interno è suddiviso da pilastri sorreggenti degli archi in tre navate, sulle quali si affacciano nove cappelle laterali; al termine dell'aula vi è il presbiterio, concluso dal coro.
Opere di pregio qui conservate sono l'altare maggiore, costruito tra il 1698 e il 1699 dai saltriesi Pietro e Pompeo Marchesi e coronato da una statua avente come soggetto Cristo Risorto, una stele di epoca romana risalente al I o al II secolo, l'altare laterale della Madonna del Rosario, costruito con marmi policromi da Giovanni Battista Pinchetto tra il 1680 e il 1681, il fonte battesimale, realizzato da Giuseppe Marchesi nel 1719, una tela eseguita nel 1657 da Bartolomeo Vandoni, il settecentesco Crocifisso ligneo posto sull'altare della Croce e l'altare di San Giuseppe, realizzato dal lombardo Stefano Argenti tra il 1774 e il 1775.